# Lunds tingsrätt
Lunds tingsrätt är en tingsrätt i Sverige, som har sitt säte i Lund och Landskrona. Tingsrättens domkrets omfattar kommunerna Eslöv, Hörby, Höör, Kävlinge, Landskrona, Lomma, Lund, Staffanstorp och Svalöv. Tingsrätten med dess domkrets, Lunds domkrets, ingår i domkretsen för Hovrätten över Skåne och Blekinge. 

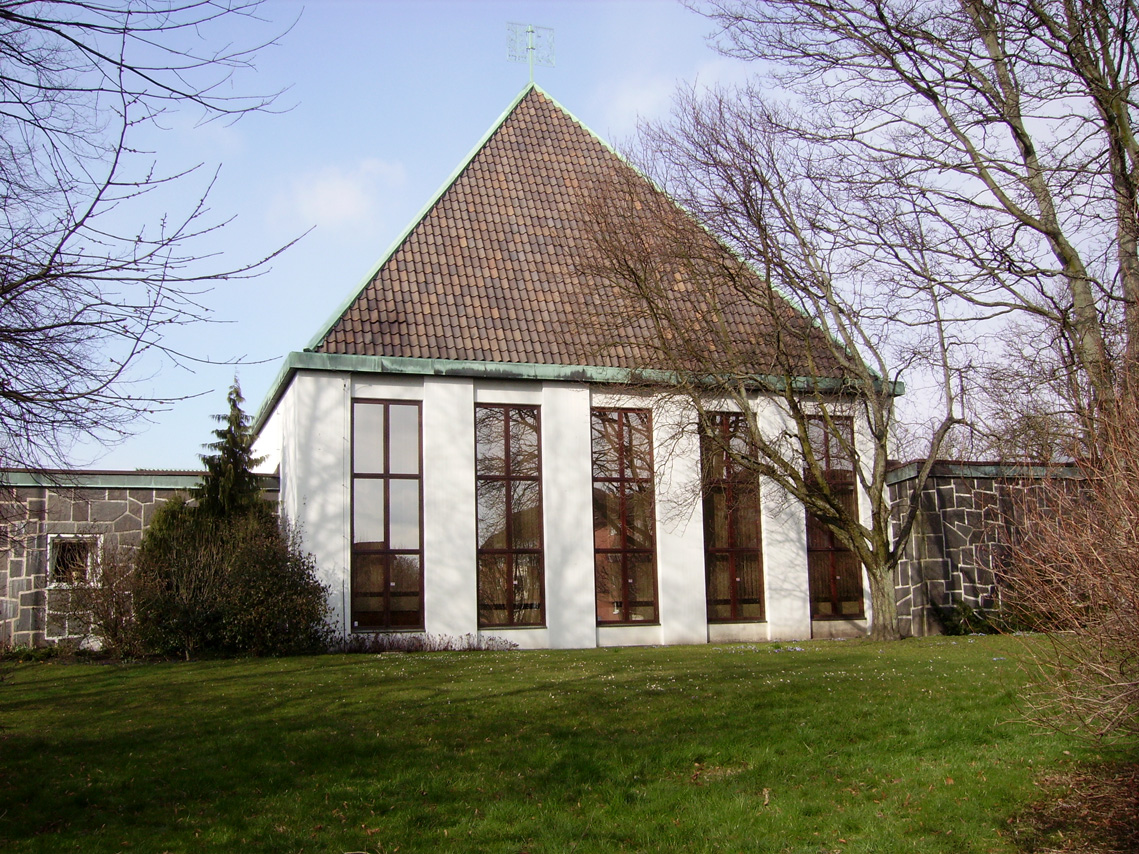
Gamla tingshuset

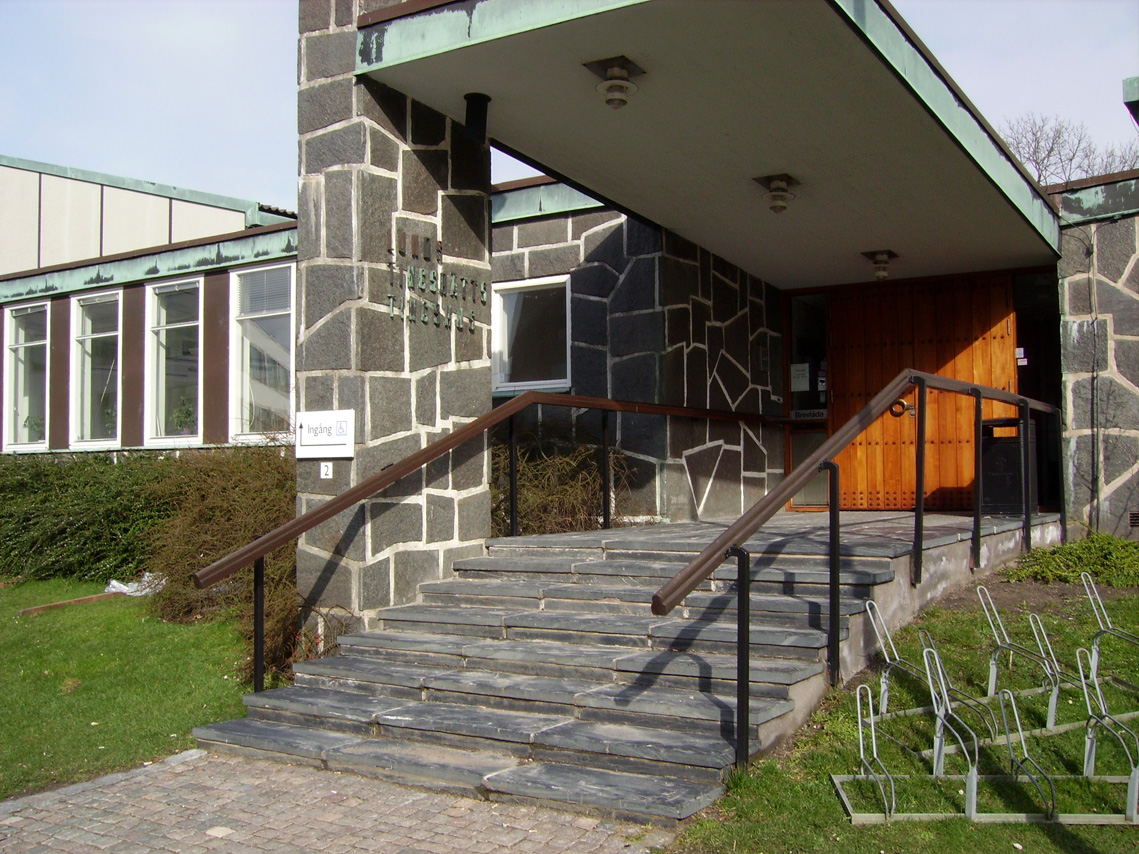
Gamla tingshusets entré

## Administrativ historik
Vid tingsrättsreformen 1971 bildades denna tingsrätt i Lund av häradsrätten för Torna och Bara domsaga och Lunds rådhusrätt där häradsrättens lokaler från 1958 övertogs av den nya domstolen. Domkretsen bildades från delar av Torna och Bara domsagas tingslag, Särslövs sockenområde ur Oxie och Skytts häraders tingslag och domkretsen för Lunds rådhusrätt. Från 1971 ingick områdena för Lunds kommun, Staffanstorps kommun och Kävlinge kommun. Dessutom områdena för Genarps kommun, Löddeköpinge kommun, Veberöds kommun Dalby kommun och Södra Sandby kommun vilka 1974 uppgick i Kävlinge och Lunds kommuner.
Tingsrättens domkrets utökades den 15 april 2002 med Eslövs tingsrätts (med Eslöv, Höörs och Hörby kommuner) och Landskrona tingsrätts (med Landskrona och Svalövs kommuner) domsagor. 12 december 2005 utökades domsagan med Lomma kommun, som då överfördes från Malmö tingsrätts domsaga.

## Heraldiskt vapen
Blasonering: I fält av silver en på grön mark krenelerad mur med ett krenelerat porttorn, varöver ett mindre torn samt ett torn på var sida, allt rött, samt däröver en grön ginstam belagd med en balansvåg av silver. Skölden krönt med kunglig krona.
Vapnet antogs år 2002 och visar Lunds kommunvapen kombinerat med en balansvåg som symbol för rättsväsendet.

## Gamla tingshuset
Tingsrättens byggnad fram till 2018 är belägen på Byggmästaregatan 2, strax väster om järnvägen och Lunds centralstation. Den uppfördes ursprungligen 1957–1958 för Torna och Bara domsagas tingslag efter ritningar av Hans Westman. Denne ritade senare också den tillbyggnad norrut som gjordes 1975–1976. Tingshusbyggnaden beskrivs i stadens bevaringsprogram som "tidstypisk" med "en för 50-talet karaktäristisk lekfullhet med många originellt utformade detaljer". I ett torn vid entrén har Westman inplacerat den gamla domsagans från Dalby medförda tingsklocka, gjuten 1758. Kvarteret tingshuset ligger i har efter detta givits namnet "Häradshövdingen".

## Nya tingshuset
Tingsrättens nuvarande byggnad är belägen på Tingsrättsplatsen 2, vid gångbron intill Västra Stationstorget vid kommunhuset Kristallen. Tingsrätten invigdes den 13 augusti 2018.
Byggnaden är ritad av Fojab Arkitekter.

## Lagmän
- 1971–1972: Evert Persson
- 1972–1977: Anders Bruzelius
- 1977–1980: Nils Erik Sellert
- 1980–1984: Sven Klemendz
- 1984–2008: Jan Alvå
- 2008–2013: Ralf G. Larsson[7][8]
- 2014–2021: Göran Lundahl[9]
- 2022–: Björn Hansson